# Paekrosul
Paekrosul är en brandyliknande typ av sprit (starksprit baserad på vindruvor) från området runt Kanggye, Nordkorea. Den kan köpas i Sydkorea vid gränsövergångar som Panmunjom.